# NGC 6036
NGC 6036 est une galaxie lenticulaire située dans la constellation du Serpent. Sa vitesse par rapport au fond diffus cosmologique est de 5 663 ± 8 km/s, ce qui correspond à une distance de Hubble de 83,5 ± 5,9 Mpc (∼272 millions d'al). NGC 6036 a été découverte par l'astronome allemand Albert Marth en 1864.
NGC 6036 une large raie HI. Selon la base de données Simbad, NGC 6036 est une galaxie LINER, c'est-à-dire une galaxie dont le noyau présente un spectre d'émission caractérisé par de larges raies d'atomes faiblement ionisés.